# 纳尔逊纪念塔

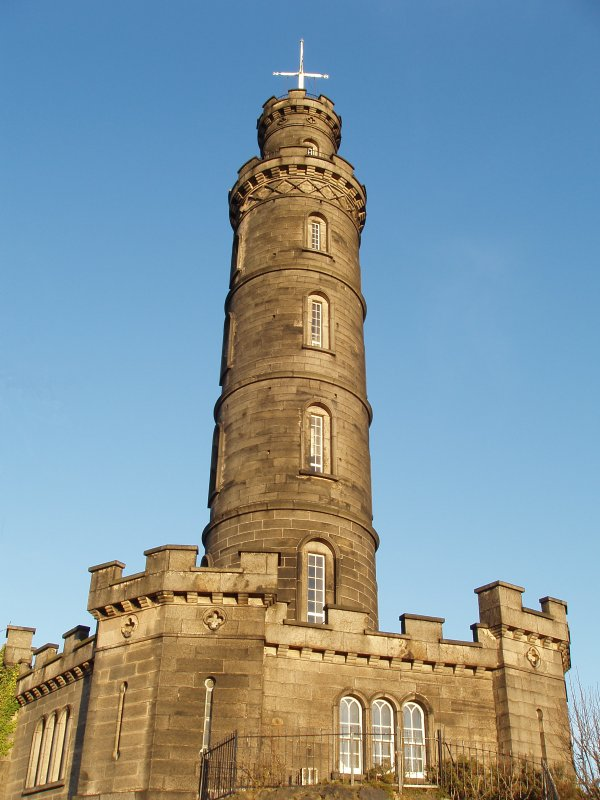
纳尔逊纪念塔

纳尔逊纪念塔（Nelson's Monument）位于苏格兰爱丁堡海拔171米的卡尔顿山山顶，高32米，建于1807年到1815年，是为了纪念在1805年特拉法加戰役中击败法国和西班牙舰队，但本人卻中彈陣亡的海軍中將霍雷肖·纳尔逊。1853年在塔顶增加了一个报时球。
纳尔逊纪念塔被列为A类登录建筑。